# Llista de monuments de Puig-reig
Llista de monuments de Puig-reig inclosos en l'Inventari del Patrimoni Arquitectònic Català per al municipi de Puig-reig (Berguedà). Inclou els inscrits en el Registre de Béns Culturals d'Interès Nacional (BCIN) amb la classificació de monuments històrics, els Béns Culturals d'Interès Local (BCIL) de caràcter immoble i la resta de béns arquitectònics integrants del patrimoni cultural català.
| Monument                                                                                    | Protecció    | Estil/època                                      | Localització                                                               | Coordenades                                            | Codi?         | Imatge |
| ------------------------------------------------------------------------------------------- | ------------ | ------------------------------------------------ | -------------------------------------------------------------------------- | ------------------------------------------------------ | ------------- | --- |
| Castell de Puig-reig, o Cal Pellicer                                                        | BCIN 1439-MH | Romànic, gòtic X-XII, XIV, XVIII                 | Puig-reig C. del Castell                                                   | 41° 58′ 16″ N, 1° 52′ 55″ E / 41.971248°N,1.882033°E   | RI-51-0005605 | Castell de Puig-reig · Vegeu més fotos d'aquest monument · Carregueu una nova foto d'aquest monument                                   |
| Torre de Merola, o Torre de l'homenatge del castell de Merola                               | BCIN 1440-MH | Romànic XII-XIII                                 | Puig-reig Ctra. Navàs - Puig-reig, trencall a mà esquerra direcció Merola  | 41° 55′ 53″ N, 1° 52′ 17″ E / 41.931323°N,1.871399°E   | RI-51-0005606 | Torre de Merola (Puig-reig) · Vegeu més fotos d'aquest monument · Carregueu una nova foto d'aquest monument                            |
| Colònia Pons: església de Sant Josep, Torre Vella, Torre Nova, xalet del director i bosquet | BCIN CH      | Eclecticisme, modernisme XIX-XX                  | Puig-reig                                                                  | 41° 57′ 56″ N, 1° 53′ 06″ E / 41.965593°N,1.885077°E   | IPA-3658      | Colònia Pons (Puig-reig) · Vegeu més fotos d'aquest monument · Carregueu una nova foto d'aquest monument                               |
| Església de Sant Martí                                                                      |              | Romànic XII                                      | Puig-reig C. Església                                                      | 41° 58′ 15″ N, 1° 52′ 54″ E / 41.970839°N,1.881564°E   | IPA-3594      | Església de Sant Martí (Puig-reig) · Vegeu més fotos d'aquest monument · Carregueu una nova foto d'aquest monument                     |
| Rectoria                                                                                    |              | Obra popular XVII                                | Puig-reig C. de l'Església                                                 | 41° 58′ 15″ N, 1° 52′ 53″ E / 41.970774°N,1.881320°E   | IPA-3598      | Rectoria (Puig-reig) · Vegeu més fotos d'aquest monument · Carregueu una nova foto d'aquest monument                                   |
| Església de Sant Andreu de Cal Pallot                                                       |              | Romànic XII                                      | Puig-reig Cal Pallot                                                       | 41° 58′ 20″ N, 1° 54′ 37″ E / 41.972271°N,1.910143°E   | IPA-3599      | Església de Sant Andreu de Cal Pallot (Puig-reig) · Vegeu més fotos d'aquest monument · Carregueu una nova foto d'aquest monument      |
| Molí de Cal Pallot                                                                          |              | Gòtic XIV                                        | Puig-reig Sota l'església de Sant Andreu, a la riera Merlès                | 41° 58′ 24″ N, 1° 54′ 39″ E / 41.9733364°N,1.910759°E  | IPA-3601      | Carregueu una nova foto d'aquest monument                                                                                              |
| Església de Sant Sadurní de Fonollet                                                        |              | Romànic XII                                      | Puig-reig Fonollet                                                         | 41° 59′ 29″ N, 1° 50′ 01″ E / 41.991298°N,1.833663°E   | IPA-3644      | Església de Sant Sadurní de Fonollet (Puig-reig) · Vegeu més fotos d'aquest monument · Carregueu una nova foto d'aquest monument       |
| Capella de la Mare de Déu del Roser, o Capella del Rosaret                                  |              | Obra popular XVI                                 | Puig-reig Fonollet                                                         | 41° 59′ 17″ N, 1° 50′ 42″ E / 41.988189°N,1.844868°E   | IPA-3646      | Capella de la Mare de Déu del Roser (Puig-reig) · Vegeu més fotos d'aquest monument · Carregueu una nova foto d'aquest monument        |
| Periques, o Turres                                                                          |              | Gòtic XIII                                       | Puig-reig Des de Puig-reig, ctra. a Sta. M. de Merlés, camí a Periques     | 41° 58′ 38″ N, 1° 53′ 06″ E / 41.977189°N,1.885113°E   | IPA-3647      | Casa Periques (Puig-reig) · Vegeu més fotos d'aquest monument · Carregueu una nova foto d'aquest monument                              |
| Església del Carme de Periques, o Església de Santa Maria de Periques                       |              | Obra popular, barroc XVIII                       | Puig-reig Des de Puig-reig, ctra. a Sta M. de Merlès, camí a Periques      | 41° 58′ 39″ N, 1° 53′ 07″ E / 41.977476°N,1.885410°E   | IPA-3648      | Església del Carme de Periques (Puig-reig) · Vegeu més fotos d'aquest monument · Carregueu una nova foto d'aquest monument             |
| Pont de Periques                                                                            |              | Gòtic XIV                                        | Puig-reig A la sortida de Puig-reig, camí de la Guàrdia                    | 41° 58′ 40″ N, 1° 53′ 02″ E / 41.977704°N,1.883879°E   | IPA-3649      | Pont de Periques (Puig-reig) · Vegeu més fotos d'aquest monument · Carregueu una nova foto d'aquest monument                           |
| Església de Santa Maria                                                                     |              | Romànic X                                        | Puig-reig Merola                                                           | 41° 56′ 50″ N, 1° 51′ 20″ E / 41.947179°N,1.855504°E   | IPA-3650      | Església de Santa Maria (Puig-reig) · Vegeu més fotos d'aquest monument · Carregueu una nova foto d'aquest monument                    |
| Església parroquial de Santa Maria                                                          |              | Barroc, obra popular XVII                        | Puig-reig Merola                                                           | 41° 55′ 53″ N, 1° 52′ 16″ E / 41.9314143°N,1.8709832°E | IPA-3651      | Església parroquial de Santa Maria (Puig-reig) · Vegeu més fotos d'aquest monument · Carregueu una nova foto d'aquest monument         |
| L'Ametlla de Merola                                                                         |              | Obra popular                                     | Puig-reig                                                                  | 41° 54′ 30″ N, 1° 52′ 56″ E / 41.908410°N,1.882277°E   | IPA-3652      | L'Ametlla de Merola (Puig-reig) · Vegeu més fotos d'aquest monument · Carregueu una nova foto d'aquest monument                        |
| Torre de l'Amo de l'Ametlla de Merola                                                       |              | Obra popular XVIII                               | Puig-reig C. de la Torre, l'Ametlla de Merola                              | 41° 54′ 30″ N, 1° 52′ 58″ E / 41.9083005°N,1.8826398°E | IPA-3653      | Torre de l'Amo de l'Ametlla de Merola (Puig-reig) · Vegeu més fotos d'aquest monument · Carregueu una nova foto d'aquest monument      |
| Església de Sant Mateu                                                                      |              | Historicisme XIX (1882)                          | Puig-reig Pl. de l'Església, l'Ametlla de Merola                           | 41° 54′ 30″ N, 1° 53′ 02″ E / 41.908216°N,1.883875°E   | IPA-3654      | Església de Sant Mateu (Puig-reig) · Vegeu més fotos d'aquest monument · Carregueu una nova foto d'aquest monument                     |
| Cal Riera, o Colònia Manent                                                                 |              | Obra popular                                     | Puig-reig Km. 77 de la C-16, Puig-reig (Berguedà)                          | 41° 55′ 52″ N, 1° 52′ 47″ E / 41.931126°N,1.879661°E   | IPA-3655      | Cal Riera (Puig-reig) · Vegeu més fotos d'aquest monument · Carregueu una nova foto d'aquest monument                                  |
| Colònia Vidal, o Cal Vidal                                                                  |              |                                                  | Puig-reig                                                                  | 41° 56′ 39″ N, 1° 52′ 50″ E / 41.944250°N,1.880662°E   | IPA-3656      | Colònia Vidal (Puig-reig) · Vegeu més fotos d'aquest monument · Carregueu una nova foto d'aquest monument                              |
| Cal Marçal                                                                                  |              |                                                  | Puig-reig                                                                  | 41° 57′ 25″ N, 1° 52′ 43″ E / 41.956876°N,1.878713°E   | IPA-3657      | Cal Marçal (Puig-reig) · Vegeu més fotos d'aquest monument · Carregueu una nova foto d'aquest monument                                 |
| Torre de Cal Casas                                                                          |              | Historicisme, eclecticisme XX Inici              | Puig-reig Cal Casas                                                        | 41° 58′ 34″ N, 1° 52′ 54″ E / 41.976177°N,1.881540°E   | IPA-3662      | Torre de Cal Casas (Puig-reig) · Vegeu més fotos d'aquest monument · Carregueu una nova foto d'aquest monument                         |
| Cal Prat, o Colònia Prat                                                                    |              | Obra popular                                     | Puig-reig                                                                  | 41° 59′ 15″ N, 1° 53′ 13″ E / 41.987601°N,1.887026°E   | IPA-3663      | Cal Prat (Puig-reig) · Vegeu més fotos d'aquest monument · Carregueu una nova foto d'aquest monument                                   |
| Església de la Mare de Déu de Montserrat                                                    |              | Historicisme XIX (1882)                          | Puig-reig Pl. de l'Església, Colònia Prat                                  | 41° 59′ 15″ N, 1° 53′ 16″ E / 41.987502°N,1.887906°E   | IPA-3664      | Església de la Mare de Déu de Montserrat (Puig-reig) · Vegeu més fotos d'aquest monument · Carregueu una nova foto d'aquest monument   |
| Torre de Cal Prat                                                                           |              | Eclecticisme XIX Final                           | Puig-reig Pl. de l'Església, Colònia Prat                                  | 41° 59′ 15″ N, 1° 53′ 14″ E / 41.987431°N,1.887140°E   | IPA-3665      | Torre de Cal Prat (Puig-reig) · Vegeu més fotos d'aquest monument · Carregueu una nova foto d'aquest monument                          |
| Església de Sant Marçal                                                                     |              | Romànic, obra popular XI, XV                     | Puig-reig Ctra. Puig-reig a Casserres, passat km 5; 50 m carretera         | 41° 59′ 40″ N, 1° 51′ 34″ E / 41.994325°N,1.859538°E   | IPA-3666      | Església de Sant Marçal (Puig-reig) · Vegeu més fotos d'aquest monument · Carregueu una nova foto d'aquest monument                    |
| Església de Sant Joan Degollat                                                              |              | Romànic XIII                                     | Puig-reig Serra de Cap de Costa                                            | 41° 59′ 46″ N, 1° 52′ 31″ E / 41.996148°N,1.875403°E   | IPA-3667      | Església de Sant Joan Degollat (Puig-reig) · Vegeu més fotos d'aquest monument · Carregueu una nova foto d'aquest monument             |
| Església de Sant Miquel de la Cortada                                                       |              | Romànic XII                                      | Puig-reig La Cortada                                                       | 41° 56′ 43″ N, 1° 53′ 28″ E / 41.945308°N,1.891109°E   | IPA-3668      | Església de Sant Miquel de la Cortada (Puig-reig) · Vegeu més fotos d'aquest monument · Carregueu una nova foto d'aquest monument      |
| Mas la Cortada                                                                              |              | Obra popular XVII                                | Puig-reig Trencall variant de Puig-reig, a 2,5 km, camí a la Cortada       | 41° 56′ 44″ N, 1° 53′ 28″ E / 41.945552°N,1.891201°E   | IPA-3669      | Mas la Cortada (Puig-reig) · Vegeu més fotos d'aquest monument · Carregueu una nova foto d'aquest monument                             |
| Mas Sobirana                                                                                |              | Obra popular XIII, XVII                          | Puig-reig Merola                                                           | 41° 56′ 44″ N, 1° 51′ 23″ E / 41.945638°N,1.856386°E   | IPA-3670      | Carregueu una nova foto d'aquest monument                                                                                              |
| El Soler de Jaumàs (o de Geumar)                                                            |              | Obra popular XV, XVII, XVIII                     | Puig-reig Merola                                                           | 41° 57′ 50″ N, 1° 51′ 08″ E / 41.963971°N,1.852329°E   | IPA-3671      | El Soler de Jaumàs (Puig-reig) · Vegeu més fotos d'aquest monument · Carregueu una nova foto d'aquest monument                         |
| Cal Farriols                                                                                |              | Gòtic, obra popular XV                           | Puig-reig El Soler de Jaumàs                                               | 41° 57′ 36″ N, 1° 51′ 59″ E / 41.960009°N,1.866473°E   | IPA-3672      | Cal Farriols (Puig-reig) · Vegeu més fotos d'aquest monument · Carregueu una nova foto d'aquest monument                               |
| Hostal de Ferriols                                                                          |              | Obra popular XVIII                               | Puig-reig Ctra Manresa-Berga, prop cruïlla camins Viver, Merola, Puig-reig | 41° 57′ 32″ N, 1° 51′ 59″ E / 41.958870°N,1.866433°E   | IPA-3673      | Hostal de Ferriols (Puig-reig) · Vegeu més fotos d'aquest monument · Carregueu una nova foto d'aquest monument                         |
| Casa Gran de Cal Riera                                                                      |              | Obra popular XVIII                               | Puig-reig Cal Riera                                                        | 41° 55′ 47″ N, 1° 52′ 49″ E / 41.929720°N,1.880189°E   | IPA-3674      | Casa Gran de Cal Riera (Puig-reig) · Vegeu més fotos d'aquest monument · Carregueu una nova foto d'aquest monument                     |
| Masia Serra de Cap de Costa o de la Serra, Capella de la Serra                              |              | Obra popular XIX                                 | Puig-reig La Serra de Cap de Costa                                         | 41° 58′ 53″ N, 1° 52′ 25″ E / 41.981503°N,1.873512°E   | IPA-3676      | Masia de la Serra (Puig-reig) · Vegeu més fotos d'aquest monument · Carregueu una nova foto d'aquest monument                          |
| Masia el Lledó                                                                              |              | Obra popular XVI, XVIII                          | Puig-reig Ctra. Puig-reig a Casserres, pista a mà esquerra, km 6           | 41° 59′ 58″ N, 1° 51′ 10″ E / 41.999430°N,1.852800°E   | IPA-3677      | Carregueu una nova foto d'aquest monument                                                                                              |
| Cal Tresserra                                                                               |              | Obra popular XVII                                | Puig-reig Des de Colònia Marçal, camí a Cal Feliu; pista a 3 km            | 41° 58′ 23″ N, 1° 51′ 49″ E / 41.973181°N,1.863675°E   | IPA-3678      | Cal Tresserra (Puig-reig) · Vegeu més fotos d'aquest monument · Carregueu una nova foto d'aquest monument                              |
| Cal Feliu                                                                                   |              | Obra popular XVIII                               | Puig-reig Cal Marçal                                                       | 41° 57′ 49″ N, 1° 52′ 07″ E / 41.963539°N,1.868658°E   | IPA-3679      | Cal Feliu (Puig-reig) · Vegeu més fotos d'aquest monument · Carregueu una nova foto d'aquest monument                                  |
| Molí del Lledó, o Pont del Lledó                                                            |              | Obra popular XVII                                | Puig-reig Sant Marçal, el Lladó                                            | 41° 59′ 47″ N, 1° 51′ 24″ E / 41.996430°N,1.856552°E   | IPA-3680      | Molí del Lledó (Puig-reig) · Vegeu més fotos d'aquest monument · Carregueu una nova foto d'aquest monument                             |
| Molí del Vilaró                                                                             |              | Obra popular XVIII                               | Puig-reig La riera de Merlès - la Cortada                                  | 41° 56′ 39″ N, 1° 54′ 06″ E / 41.944302°N,1.901749°E   | IPA-3681      | Carregueu una nova foto d'aquest monument                                                                                              |
| Pont de l'antic ferrocarril de Manresa a la Pobla de Lillet                                 |              | Obra popular                                     | Puig-reig Riera de la Granja, Cal Marçal                                   | 41° 57′ 19″ N, 1° 52′ 43″ E / 41.955293°N,1.8785977°E  | IPA-3682      | Carregueu una nova foto d'aquest monument                                                                                              |
| Cal Becs                                                                                    |              | Obra popular XVIII                               | Puig-reig La Cortada - Cal Pallot                                          | 41° 57′ 41″ N, 1° 54′ 22″ E / 41.961393°N,1.906080°E   | IPA-3683      | Cal Becs (Puig-reig) · Vegeu més fotos d'aquest monument · Carregueu una nova foto d'aquest monument                                   |
| Casino teatre de la colònia de Cal Vidal                                                    |              | Noucentisme Alexandre M. Tintoré Oller XX (1945) | Puig-reig Pl. de la Puríssima, Colònia Vidal                               | 41° 56′ 39″ N, 1° 52′ 50″ E / 41.94429°N,1.88057°E     | IPA-18058     | Casino teatre de la colònia de Cal Vidal (Puig-reig) · Vegeu més fotos d'aquest monument · Carregueu una nova foto d'aquest monument   |
| Escola de la colònia de Cal Vidal                                                           |              | Noucentisme XX Inici                             | Puig-reig Cal Vidal                                                        | 41° 55′ 47″ N, 1° 52′ 49″ E / 41.929720°N,1.880189°E   | IPA-18059     | Escola de la colònia de Cal Vidal (Puig-reig) · Vegeu més fotos d'aquest monument · Carregueu una nova foto d'aquest monument          |
| Fàbrica de filats i teixits de Cal Vidal                                                    |              | Obra popular XIX Final, XX Inici                 | Puig-reig Cal Vidal                                                        | 41° 56′ 40″ N, 1° 52′ 54″ E / 41.944460°N,1.881699°E   | IPA-18060     | Fàbrica de filats i teixits de Cal Vidal (Puig-reig) · Vegeu més fotos d'aquest monument · Carregueu una nova foto d'aquest monument   |
| Església de la colònia tèxtil de Cal Riera o Cal Manent                                     |              | Historicisme XIX Final, XX Inici                 | Puig-reig C. de Sant Antoni, Cal Riera                                     | 41° 55′ 56″ N, 1° 52′ 44″ E / 41.932167°N,1.879001°E   | IPA-18061     | Església de la colònia tèxtil de Cal Riera (Puig-reig) · Vegeu més fotos d'aquest monument · Carregueu una nova foto d'aquest monument |
| Masia de Cal Pallot                                                                         |              | Obra popular Medieval                            | Puig-reig                                                                  | 41° 58′ 24″ N, 1° 54′ 36″ E / 41.973468°N,1.910056°E   | IPA-18062     | Masia de Cal Pallot (Puig-reig) · Vegeu més fotos d'aquest monument · Carregueu una nova foto d'aquest monument                        |
| Barraca de Pere Roll, cabana de pedra seca                                                  |              | Obra popular XIX                                 | Puig-reig                                                                  | 41° 57′ 36″ N, 1° 53′ 13″ E / 41.9599848°N,1.8868656°E | IPA-34772     | Barraca de Pere Roll (Puig-reig) · Vegeu més fotos d'aquest monument · Carregueu una nova foto d'aquest monument                       |
| Teatre de l'Ametlla de Merola                                                               | BCIL 2007    | XX (1902)                                        | Puig-reig Pl. del Teatre                                                   | 41° 54′ 29″ N, 1° 53′ 02″ E / 41.907968°N,1.883795°E   | IPA-38462     | Teatre de l'Ametlla de Merola (Puig-reig) · Vegeu més fotos d'aquest monument · Carregueu una nova foto d'aquest monument              |